# William Halse Rivers Rivers
Pour les articles homonymes, voir Rivers.
William Halse Rivers Rivers (W. H. R. Rivers), né le 12 mars 1864 à Chatham dans le Kent et mort le 4 juin 1922 à Cambridge, est un pasteur anglican, médecin et scientifique britannique dans divers domaines des sciences humaines (anthropologie, ethnologie, neurologie, psychiatrie, psychologie). Il est surtout connu pour ses travaux sur le trouble de stress post-traumatique des soldats de la Première Guerre mondiale, mais aussi pour sa participation à l'expédition au détroit de Torres en 1898.